# Землесосный снаряд

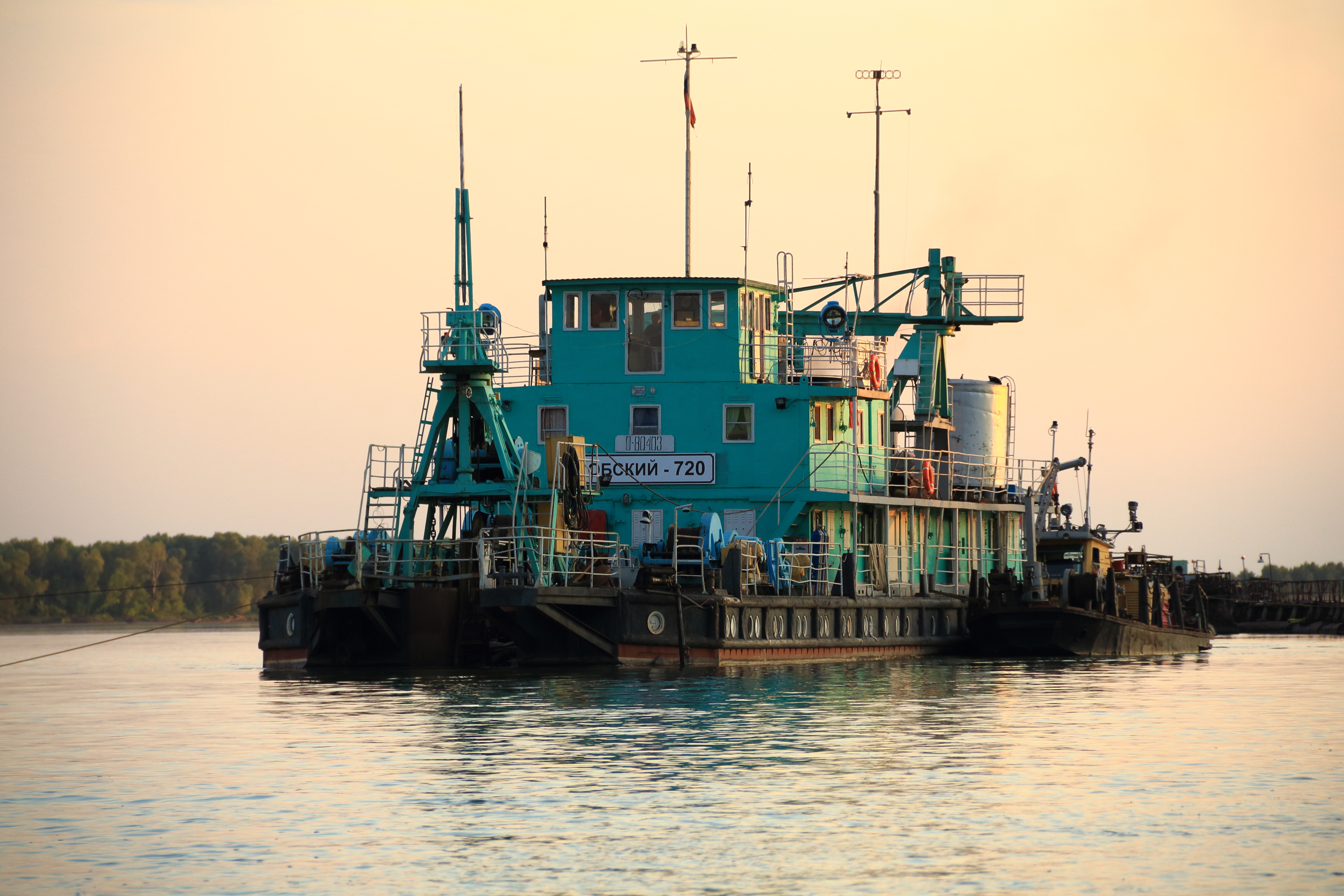
Землесосный снаряд «Обский-720» проекта 36-107 в верховьях реки Обь

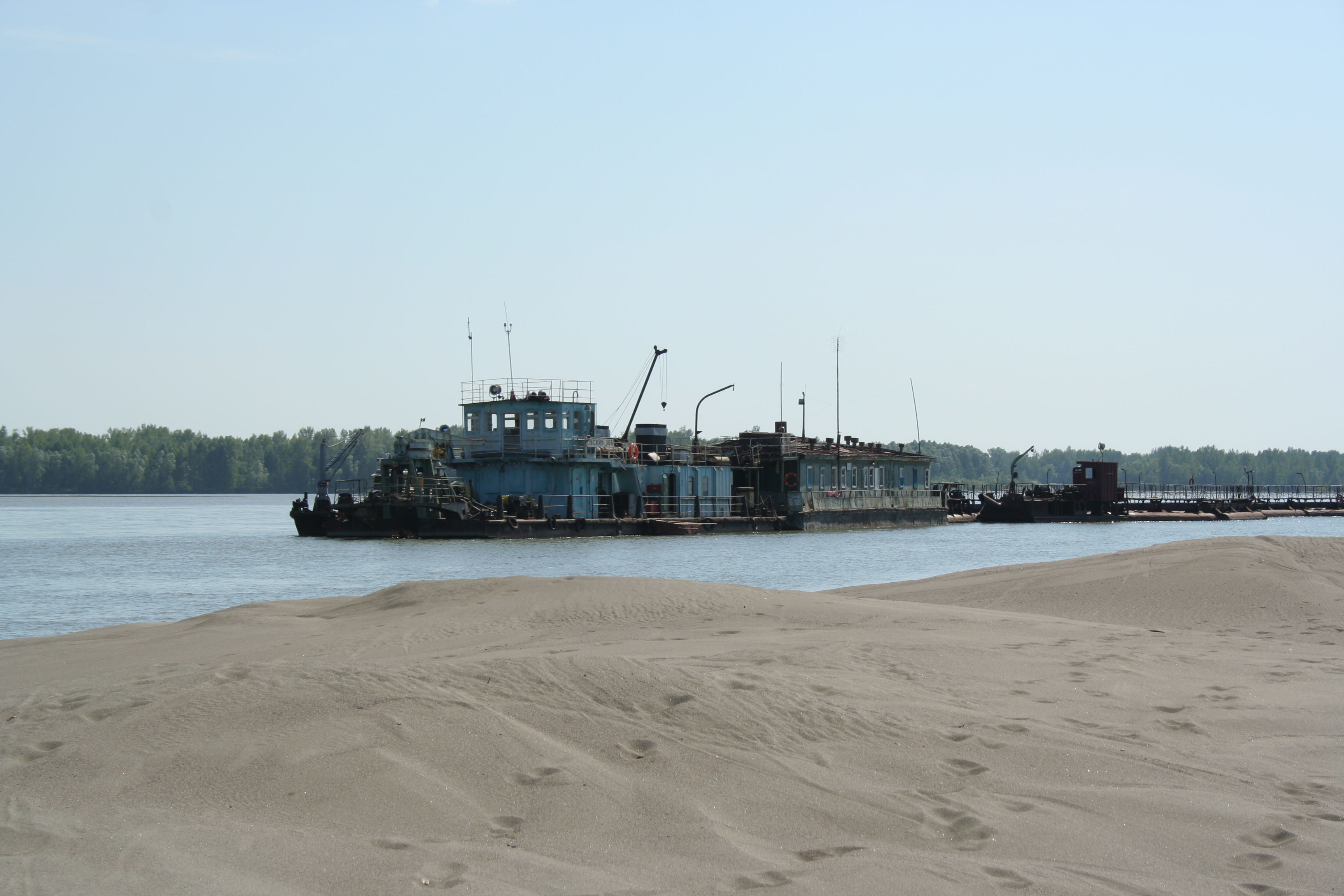
Землесосный снаряд проекта 324

Землесо́сный снаря́д — плавучая землеройно-транспортирующая машина непрерывного действия, всё оборудование которой — грунтовый насос, двигатель, всасывающий и напорный трубопроводы, плавучий пульпопровод, механизмы передвижения, вспомогательное оборудование, монтируется на понтонах. Предназначена для рыхления пород под водой и транспортировки пульпы в гидроотвалы. Плавучая землесосная установка предназначена для выемки горной массы, находящейся под слоем воды в естественных или искусственных водоёмах и транспортировки её на отвалы, обогатительные установки или в промежуточные ёмкости.

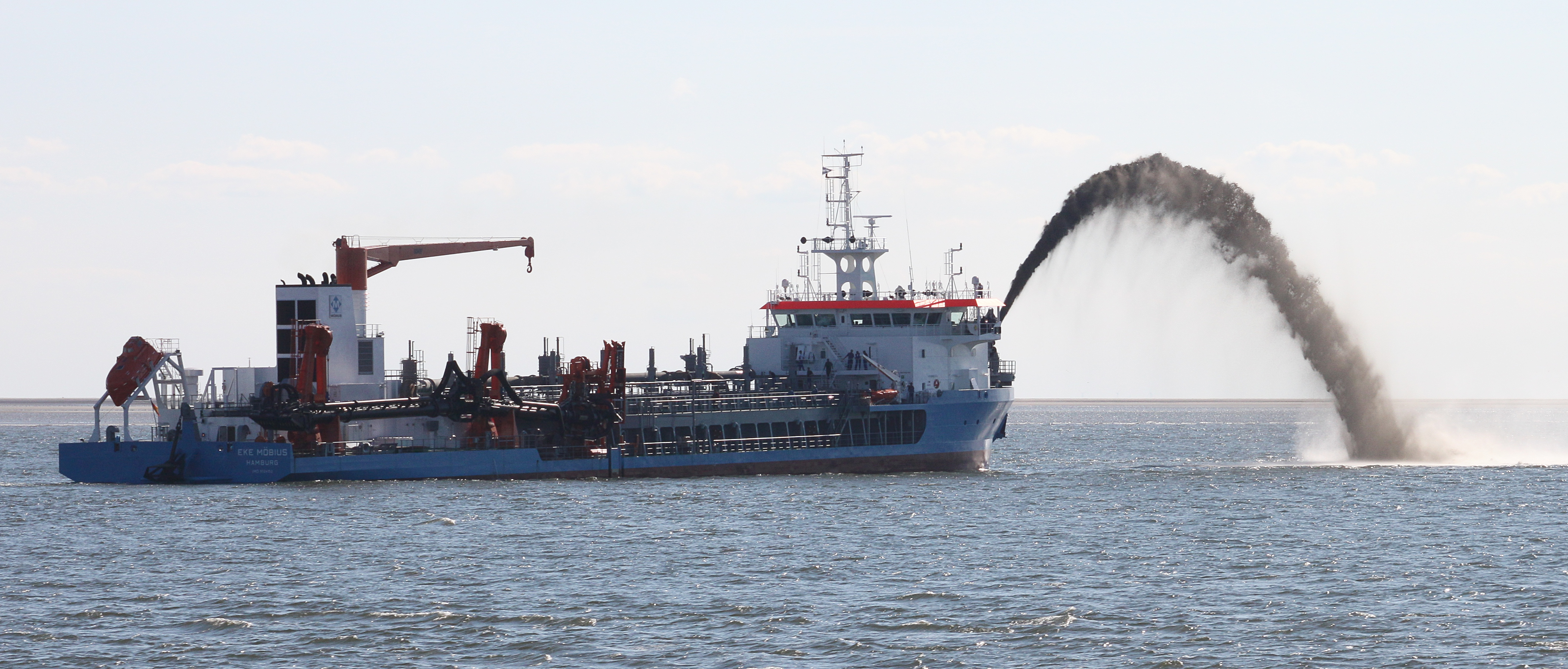
Самоотвозный землесос Eke Möbius углубляет фарватер у Куксхафена, август 2012

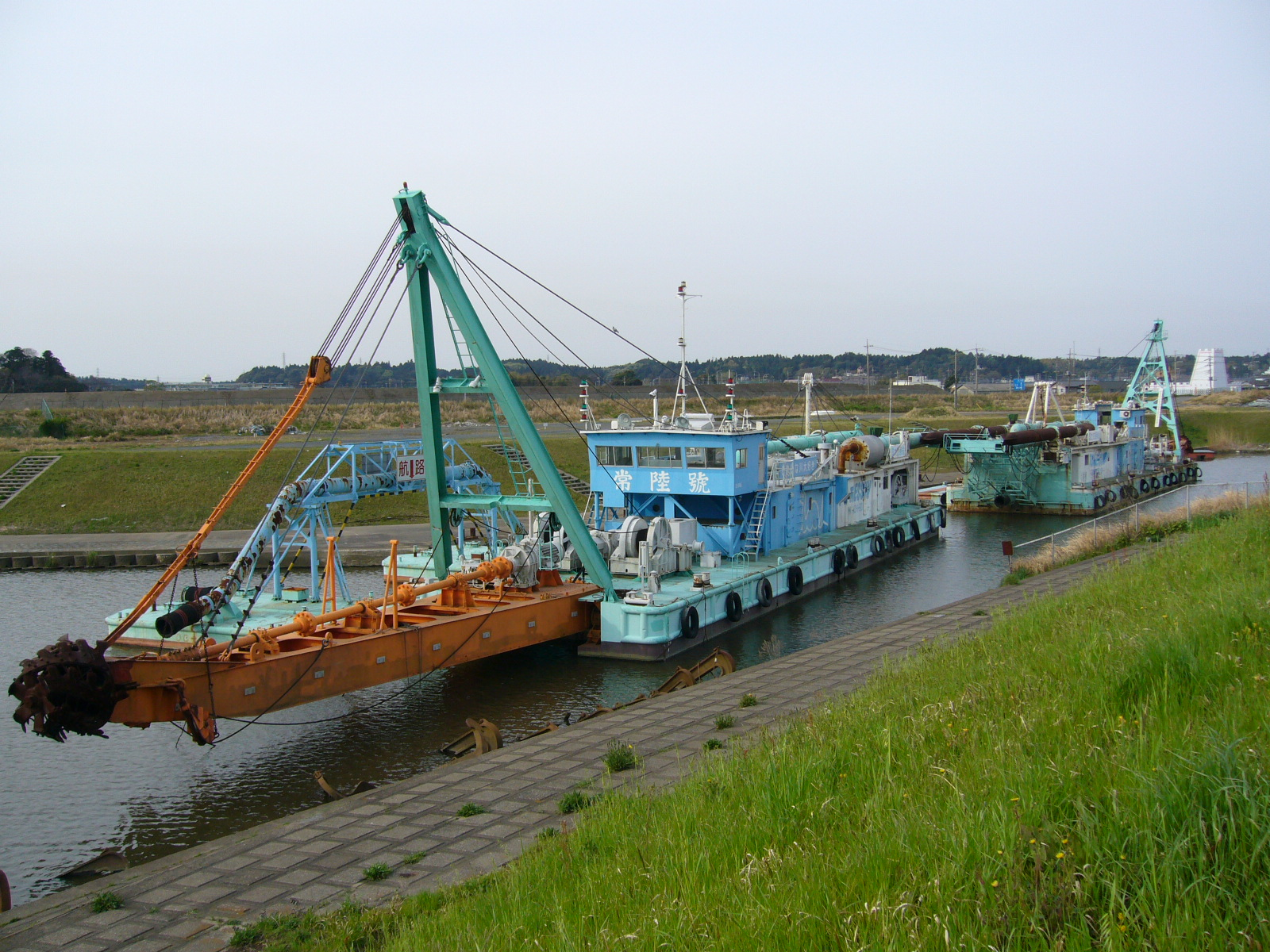
Землесосный снаряд с грунторыхлителем

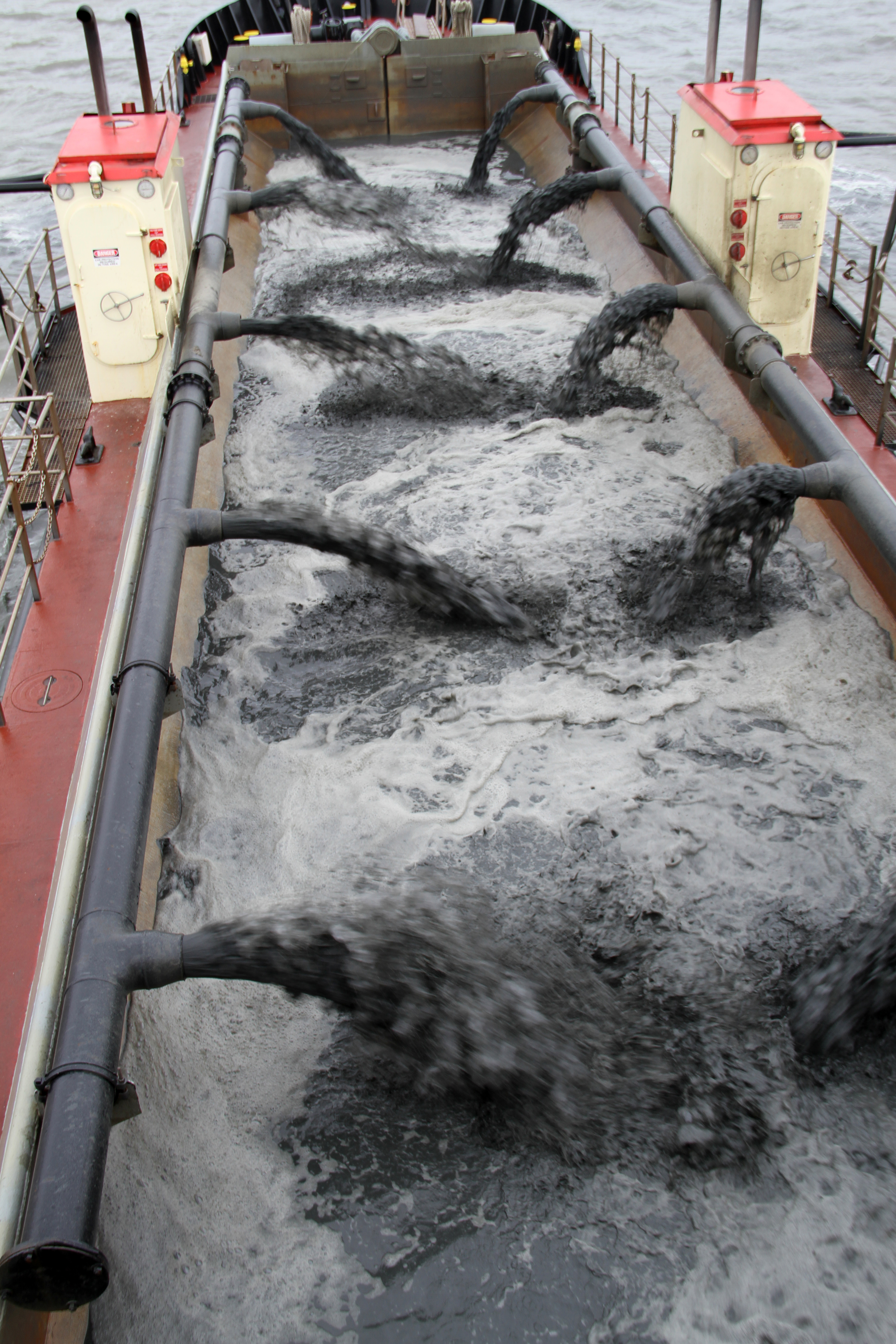
Грунтоотвозный землесос Currituck инженерных войск США с открывающимся корпусом углубляет дно одного из притоков Нансемонд апрель 2013

## Применение землесосных снарядов
- добыча песка и ПГС
- образование и доставка пульпы к месту сброса
- подводная разработка пород
- расчистка дна рек
- дноуглубительные работы

## Рабочие инструменты землесосных снарядов
- понтоны
- рубка управления
- машинное отделение
- грунтовый насос
- дизельный двигатель, реже электродвигатель
- стрела
- грунтозаборное устройство
- лебедки
- вспомогательное технологическое оборудование (механизм перемещения снаряда: сваи, лебедки подъема, заливочный насос с электродвигателем, насос гидроразмыва, фреза, пусковая и измерительная аппаратура, смонтированная в ящике)

## Классификация землесосных снарядов
по типу привода
- дизельные землесосные снаряды
- электрические землесосные снаряды

по производительности
- землесосные снаряды малой мощности
- землесосные снаряды средней мощности
- землесосные снаряды большой мощности

по способу перемещения
- землесосные снаряды с канатным (лебёдочным) ходом (основной способ перемещения при работе в руслах рек)
- землесосные снаряды со свайным ходом (основной способ перемещения в карьерах, озерах, акваториях портов)

по способу отделения породы
- землесосные снаряды с гидравлическими разрыхлителями
- землесосные снаряды с механическими разрыхлителями

## Основные производители землесосных снарядов
- Нидерланды
  - IHC Holland
  - Royal Boskalis Westminster
  - Van Oord Dredging and Marine Contractors
- США
  - Ellicott Dredges, LLC
  - IMS Dredge
- Китай
  - Gezhouba Group
  - Qingzhou julong dredging & mining machinery co.,led
  - CCCC Tianjin Dredging Co.,Ltd
- Россия
  - ООО «СпецГидроМаш»
  - ООО «Спецфлот» (Москва)
  - ООО «Гидротехника» (Санкт-Петербург)
  - «Цимлянский судомеханический завод» (Цимлянск)
  - «НПО Земснаряд»
  - «ЗАО «Гидромеханизация»»(Миасс)
  - «Завод гидромеханизации» (Рыбинск)
  - НПО «Гольфстрим» (Воскресенск)
  - ООО «Октябрьский ССРЗ — НН» (Октябрьский (Бор))
  - ОАО «Промгидромеханизация» (Москва)
  - ОАО «Чкаловская судоверфь» (Чкаловск (Нижегородская область))

- Украина
  - ООО «Гидромашбуд» (Сумы)
  - Херсонский завод по производству земснарядов ВВВ-Спецтехника (Херсон)
  - Завод «Ленинская кузница» (Киев)
  - ООО СП «НИБУЛОН» (Николаев)
- Чехия
  - Верфь «Чешска лоденица» (производит крупнейшие землесосные снаряды в Европе)